# Associazione Calcio Cesena 1976-1977
Questa voce raccoglie le informazioni riguardanti l'Associazione Calcio Cesena nelle competizioni ufficiali della stagione 1976-1977.

## Stagione

Il gol di Emiliano Macchi al, nella prima esperienza europea dei cesenati

Dopo l'esaltante stagione precedente, con Marchioro passato ad allenare il Milan, con il sesto posto e la qualificazione alla Coppa UEFA, in questa stagione il Cesena affidato a Giulio Corsini delude su tutti i fronti, sia in campionato sia nelle coppe.
In campionato fa da fanalino di coda: ultimo al termine del girone di andata con soli 8 punti, in quello di ritorno fa ancor peggio, chiudendo il torneo con appena 14 punti. I molti cambi in panchina non riescono a dare quella scossa che potesse rimettere in corsa per la salvezza la squadra romagnola. Scudetto vinto dalla Juventus con 51 punti, davanti al Torino con 50 punti, tutte le altre molto lontane. Con i bianconeri scendono in Serie B il Catanzaro con 21 punti e la Sampdoria con 24 punti.
Prima volta in Europa per il Cesena, grazie al sesto posto della stagione precedente e alla contemporanea vittoria del Napoli in Coppa Italia, che ha liberato un posto, il sesto appunto per le coppe confederali. Nell'esordio in Coppa UEFA, storico perché si trattava altresì della prima partecipazione italiana di una squadra non capoluogo di provincia, il Cesena viene subito estromesso dalla competizione nei trentaduesimi di finale, dai tedeschi, allora orientali, del Magdeburgo nel doppio confronto.
In Coppa Italia, nella fase a gironi giocatasi nel precampionato, il Cesena è stato superato nel proprio raggruppamento dalla SPAL.

## Rosa
| N. |                   | Ruolo | Calciatore           |
| -- | ----------------- | ----- | -------------------- |
|    | Italia (bandiera) | P     | Lamberto Boranga     |
|    | Italia (bandiera) | P     | Adriano Bardin       |
|    | Italia (bandiera) | P     | Pietro Martini       |
|    | Italia (bandiera) | D     | Giancarlo Oddi       |
|    | Italia (bandiera) | D     | Giampiero Ceccarelli |
|    | Italia (bandiera) | D     | Pierluigi Cera       |
|    | Italia (bandiera) | D     | Corrado Benedetti    |
|    | Italia (bandiera) | D     | Marino Lombardo      |
|    | Italia (bandiera) | D     | Giuseppe Zaniboni    |
|    | Italia (bandiera) | D     | Alberto Batistoni    |
|    | Italia (bandiera) | C     | Bruno Beatrice       |
|    | Italia (bandiera) | C     | Giorgio Bittolo      |
|    | Italia (bandiera) | C     | Giorgio Rognoni      |

| N. |                   | Ruolo | Calciatore           |
| -- | ----------------- | ----- | -------------------- |
|    | Italia (bandiera) | C     | Mario Frustalupi     |
|    | Italia (bandiera) | C     | Giorgio Mariani      |
|    | Italia (bandiera) | C     | Fiorino Pepe         |
|    | Italia (bandiera) | C     | Gabriele Valentini   |
|    | Italia (bandiera) | C     | Giacomo Piangerelli  |
|    | Italia (bandiera) | A     | Gianluca De Ponti    |
|    | Italia (bandiera) | A     | Emiliano Macchi      |
|    | Italia (bandiera) | A     | Raffaello Vernacchia |
|    | Italia (bandiera) | A     | Fabio Bonci          |
|    | Italia (bandiera) | A     | Marino Palese        |
|    | Italia (bandiera) | A     | Franco De Falco      |
|    | Italia (bandiera) | A     | Fabrizio Lucchi      |

## Risultati

### Serie A

#### Girone di andata
| Arbitro: | Serafino (Roma) |

|          |           |                  |
| Pepe 16’ | Marcatori | 1’, 55’ Desolati |

| Arbitro: | Gonella (Torino) |

|                           |           |  |
| Musiello 37’ De Sisti 88’ | Marcatori |  |

| Arbitro: | Lattanzi (Roma) |

|  |           |                                          |
|  | Marcatori | 18’ Ciccotelli 70’ (rig.), 85’ Novellino |

| Arbitro: | Ciulli (Roma) |

|            |           |            |
| Libera 57’ | Marcatori | 73’ Macchi |

| Cesena 7 novembre 1976 5ª giornata | Cesena           | 0 – 0 | Bologna | Stadio La Fiorita\| Arbitro: \| Casarin (Milano) \| |
| Arbitro:                           | Casarin (Milano) |       |         |                                                     |

| Arbitro: | Bergamo (Livorno) |

|                          |           |           |
| Valente 14’ Callioni 33’ | Marcatori | 43’ Bonci |

| Arbitro: | Lattanzi (Roma) |

|  |           |                |
|  | Marcatori | 80’ Boninsegna |

| Arbitro: | Mattei (Macerata) |

|                                               |           |           |
| G. Massa 32’ Beatrice 61’ (aut.) Chiarugi 71’ | Marcatori | 85’ Bonci |

| Arbitro: | Ciulli (Roma) |

|  |           |           |
|  | Marcatori | 86’ Luppi |

| Arbitro: | Barbaresco (Cormons) |

|                               |           |  |
| F. Graziani 17’ P. Pulici 89’ | Marcatori |  |

| Arbitro: | Casarin (Milano) |

|              |           |  |
| De Ponti 20’ | Marcatori |  |

| Arbitro: | Mattei (Macerata) |

|                                         |           |              |
| Basilico 35’ Pruzzo 49’, 79’ Ghetti 64’ | Marcatori | 76’ De Ponti |

| Arbitro: | Terpin (Trieste) |

|  |           |                   |
|  | Marcatori | 38’, 59’ De Ponti |

| Cesena 30 gennaio 1977 14ª giornata | Cesena                       | 0 – 0 | Lazio | Stadio La Fiorita\| Arbitro: \| Agnolin (Bassano del Grappa) \| |
| Arbitro:                            | Agnolin (Bassano del Grappa) |       |       |                                                                 |

| Milano 6 febbraio 1977 15ª giornata | Milan            | 0 – 0 | Cesena | Stadio San Siro\| Arbitro: \| Benedetti (Roma) \| |
| Arbitro:                            | Benedetti (Roma) |       |        |                                                   |

#### Girone di ritorno
| Arbitro: | Lo Bello (Siracusa) |

|                          |           |          |
| Caso 33’ S. Zuccheri 53’ | Marcatori | 59’ Pepe |

| Arbitro: | Barbaresco (Cormons) |

|                                                     |           |  |
| Pepe 5’ Piangerelli 25’ G. Mariani 70’ De Ponti 72’ | Marcatori |  |

| Arbitro: | Terpin (Trieste) |

|               |           |  |
| Cinquetti 63’ | Marcatori |  |

| Cesena 6 marzo 1977 19ª giornata | Cesena            | 0 – 0 | Inter | Stadio La Fiorita\| Arbitro: \| Bergamo (Livorno) \| |
| Arbitro:                         | Bergamo (Livorno) |       |       |                                                      |

| Bologna 13 marzo 1977 20ª giornata | Bologna            | 0 – 0 | Cesena | Stadio Comunale\| Arbitro: \| Michelotti (Parma) \| |
| Arbitro:                           | Michelotti (Parma) |       |        |                                                     |

| Arbitro: | Menegali (Roma) |

|                |           |             |
| Piangerelli 6’ | Marcatori | 38’ Chiorri |

| Arbitro: | Serafino (Roma) |

|                              |           |                                 |
| Benetti 14’, 75’ Bettega 68’ | Marcatori | 48’ (aut.) F. Morini 88’ Palese |

| Arbitro: | Gussoni (Tradate) |

|  |           |                                  |
|  | Marcatori | 66’ G. Savoldi 75’ W. Speggiorin |

| Arbitro: | Longhi (Roma) |

|                            |           |                     |
| C. Petrini 43’ Fiaschi 78’ | Marcatori | 69’ (rig.) De Ponti |

| Arbitro: | Menegali (Roma) |

|  |           |                           |
|  | Marcatori | 16’, 32’, 34’ F. Graziani |

| Arbitro: | Menicucci (Firenze) |

|                                                  |           |                            |
| Improta 40’ Sperotto 45’ Ranieri 77’ Palanca 86’ | Marcatori | 12’ Palese 19’ Piangerelli |

| Arbitro: | Mascia (Milano) |

|                     |           |                    |
| De Ponti 61’ (rig.) | Marcatori | 89’ (rig.) Damiani |

| Arbitro: | Ciacci (Firenze) |

|                              |           |                                                   |
| Valentini 28’ Frustalupi 82’ | Marcatori | 16’ Bergamaschi 29’ (aut.) Batistoni 63’ Ulivieri |

| Arbitro: | Celli (Trieste) |

|                                              |           |  |
| Cordova 33’ Beatrice 75’ (aut.) R. Rossi 77’ | Marcatori |  |

| Arbitro: | Serafino (Roma) |

|  |           |                 |
|  | Marcatori | 40’, 80’ Rivera |

### Coppa Italia

#### Primo turno
| Arbitro: | Lapi (Firenze) |

|             |           |                             |
| Mendoza 65’ | Marcatori | 13’ G. Mariani 73’ De Ponti |

| Arbitro: | Trinchieri (Reggio Emilia) |

|  |           |                           |
|  | Marcatori | 70’ P. Piras 85’ Cascella |

| Arbitro: | Bergamo (Livorno) |

|             |           |                |
| Bonaldi 65’ | Marcatori | 81’ G. Mariani |

| Cesena 19 settembre 1976 5ª giornata | Cesena            | 0 – 0 | Catanzaro | Stadio La Fiorita\| Arbitro: \| Barboni (Firenze) \| |
| Arbitro:                             | Barboni (Firenze) |       |           |                                                      |

### Coppa UEFA
| Arbitro: | Sanchez-Ibanez |

|                                       |           |  |
| Steinbach 26’ Streich 40’ (rig.), 87’ | Marcatori |  |

| Arbitro: | Somlai |

|                                    |           |                |
| G. Mariani 29’ Pepe 52’ Macchi 73’ | Marcatori | 69’ Sparwasser |

## Statistiche

### Statistiche di squadra
| Competizione | Punti | In casa | In casa | In casa | In casa | In casa | In casa | In trasferta | In trasferta | In trasferta | In trasferta | In trasferta | In trasferta | Totale | Totale | Totale | Totale | Totale | Totale | DR  |
| Competizione | Punti | G       | V       | N       | P       | Gf      | Gs      | G            | V            | N            | P            | Gf           | Gs           | G      | V      | N      | P      | Gf     | Gs     | DR  |
| ------------ | ----- | ------- | ------- | ------- | ------- | ------- | ------- | ------------ | ------------ | ------------ | ------------ | ------------ | ------------ | ------ | ------ | ------ | ------ | ------ | ------ | --- |
| Serie A      | 14    | 15      | 2       | 5       | 8       | 10      | 19      | 15           | 1            | 3            | 11           | 12           | 29           | 30     | 3      | 8      | 19     | 22     | 48     | -26 |
| Coppa Italia | 4     | 2       | 0       | 1       | 1       | 0       | 2       | 2            | 1            | 1            | 0            | 3            | 2            | 4      | 1      | 2      | 1      | 3      | 4      | -1  |
| Coppa UEFA   |       | 1       | 1       | 0       | 0       | 3       | 1       | 1            | 0            | 0            | 1            | 0            | 3            | 2      | 1      | 0      | 1      | 3      | 4      | -1  |
| Totale       |       | 18      | 3       | 6       | 9       | 13      | 22      | 18           | 2            | 4            | 12           | 14           | 17           | 36     | 5      | 10     | 21     | 28     | 56     | -28 |

### Statistiche dei giocatori
| Giocatore      | Serie A  | Serie A | Serie A     | Serie A    | Coppa Italia | Coppa Italia | Coppa Italia | Coppa Italia | Coppa UEFA | Coppa UEFA | Coppa UEFA  | Coppa UEFA | Totale   | Totale | Totale      | Totale     |
| Giocatore      | Presenze | Reti    | Ammonizioni | Espulsioni | Presenze     | Reti         | Ammonizioni  | Espulsioni   | Presenze   | Reti       | Ammonizioni | Espulsioni | Presenze | Reti   | Ammonizioni | Espulsioni |
| -------------- | -------- | ------- | ----------- | ---------- | ------------ | ------------ | ------------ | ------------ | ---------- | ---------- | ----------- | ---------- | -------- | ------ | ----------- | ---------- |
| A. Bardin      | 4        | -5      | ?           | ?          | ?            | ?            | ?            | ?            | -          | -          | -           | -          | 4+       | -5+    | 0+          | 0+         |
| A. Batistoni   | 10       | 0       | ?           | ?          | ?            | ?            | ?            | ?            | 2          | 0          | ?           | ?          | 12+      | 0+     | ?           | ?          |
| B. Beatrice    | 29       | 0       | ?           | ?          | ?            | ?            | ?            | ?            | 2          | 0          | ?           | ?          | 31+      | 0+     | ?           | ?          |
| C. Benedetti   | 15       | 0       | ?           | ?          | ?            | ?            | ?            | ?            | -          | -          | -           | -          | 15+      | 0+     | 0+          | 0+         |
| G. Bittolo     | 25       | 0       | ?           | ?          | ?            | ?            | ?            | ?            | 2          | 0          | ?           | ?          | 27+      | 0+     | ?           | ?          |
| F. Bonci       | 8        | 2       | ?           | ?          | ?            | ?            | ?            | ?            | 1          | 0          | ?           | ?          | 9+       | 2+     | ?           | ?          |
| L. Boranga     | 28       | -41     | ?           | ?          | ?            | ?            | ?            | ?            | 2          | -4         | ?           | ?          | 30+      | -45+   | ?           | ?          |
| G. Ceccarelli  | 17       | 0       | ?           | ?          | ?            | ?            | ?            | ?            | 2          | 0          | ?           | ?          | 19+      | 0+     | ?           | ?          |
| P. Cera        | 16       | 0       | ?           | ?          | ?            | ?            | ?            | ?            | 2          | 0          | ?           | ?          | 18+      | 0+     | ?           | ?          |
| F. De Falco    | 1        | 0       | ?           | ?          | ?            | ?            | ?            | ?            | -          | -          | -           | -          | 1+       | 0+     | 0+          | 0+         |
| G. De Ponti    | 21       | 7       | ?           | ?          | ?            | ?            | ?            | ?            | -          | -          | -           | -          | 21+      | 7+     | 0+          | 0+         |
| M. Frustalupi  | 21       | 1       | ?           | ?          | ?            | ?            | ?            | ?            | 1          | 0          | ?           | ?          | 22+      | 1+     | ?           | ?          |
| M. Lombardo    | 14       | 0       | ?           | ?          | ?            | ?            | ?            | ?            | 2          | 0          | ?           | ?          | 16+      | 0+     | ?           | ?          |
| F. Lucchi      | 1        | 0       | ?           | ?          | ?            | ?            | ?            | ?            | -          | -          | -           | -          | 1+       | 0+     | 0+          | 0+         |
| E. Macchi      | 11       | 1       | ?           | ?          | ?            | ?            | ?            | ?            | 1          | 1          | ?           | ?          | 12+      | 2+     | ?           | ?          |
| G. Mariani     | 16       | 1       | ?           | ?          | ?            | ?            | ?            | ?            | 2          | 1          | ?           | ?          | 18+      | 2+     | ?           | ?          |
| P. Martini     | 1        | -2      | ?           | ?          | ?            | ?            | ?            | ?            | -          | -          | -           | -          | 1+       | -2+    | 0+          | 0+         |
| G. Oddi        | 30       | 0       | ?           | ?          | ?            | ?            | ?            | ?            | 1          | 0          | ?           | ?          | 31+      | 0+     | ?           | ?          |
| M. Palese      | 7        | 2       | ?           | ?          | ?            | ?            | ?            | ?            | -          | -          | -           | -          | 7+       | 2+     | 0+          | 0+         |
| F. Pepe        | 14       | 3       | ?           | ?          | ?            | ?            | ?            | ?            | 2          | 1          | ?           | ?          | 16+      | 4+     | ?           | ?          |
| G. Piangerelli | 10       | 3       | ?           | ?          | ?            | ?            | ?            | ?            | -          | -          | -           | -          | 10+      | 3+     | 0+          | 0+         |
| G. Rognoni     | 25       | 0       | ?           | ?          | ?            | ?            | ?            | ?            | 2          | 0          | ?           | ?          | 27+      | 0+     | ?           | ?          |
| G. Valentini   | 14       | 1       | ?           | ?          | ?            | ?            | ?            | ?            | -          | -          | -           | -          | 14+      | 1+     | 0+          | 0+         |
| R. Vernacchia  | 10       | 0       | ?           | ?          | ?            | ?            | ?            | ?            | 1          | 0          | ?           | ?          | 11+      | 0+     | ?           | ?          |
| G. Zaniboni    | 11       | 0       | ?           | ?          | ?            | ?            | ?            | ?            | -          | -          | -           | -          | 11+      | 0+     | 0+          | 0+         |